# Cyrtidiorchis alata
Cyrtidiorchis alata là một loài thực vật có hoa trong họ Lan. Loài này được (Ruiz & Pav.) Rauschert mô tả khoa học đầu tiên năm 1982.